# Daniel Ulric Moberger

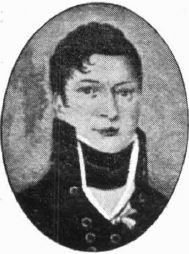
Daniel Ulric Moberger.

Daniel Ulric Moberger, född 18 oktober 1786 i Hölö socken, Södermanlands län, död 23 mars 1832 i Söderhamn, var en svensk läkare. 
Moberger blev kirurgie magister 1811 och medicine doktor i Rostock 1813. Han var bataljonsläkare vid Västmanlands regemente 1813–1815, bevistade fälttåget i Tyskland och Norge 1813–1814, läkare vid Vadstena kurhus 1814, tilldelades regementsläkares namn, heder och värdighet 1818, blev t.f. provinsialmedikus i Vadstena län 1819, läkare vid arbets- och korrektionsinrättningen i Vadstena samma år, regementsläkare vid Jämtlands fältjägarregemente 1822–1827, tilldelades fältläkares namn, heder och värdighet 1823, blev provinsialmedikus i Västerbottens län 1824, men återgick samma år till beställningen vid Jämtlands fältjägarregemente, blev brigadläkare vid 9:e infanteribrigaden 1826 och vid 3:e kavalleribrigaden 1827 samt var regementsläkare vid Skånska dragonregementet 1827–1828, var stadskirurg i Kalmar 1829–1830 och provinsialmedikus i Söderhamns distrikt från 1830.